# Radiólise
Radiólise é a dissociação de moléculas por radiação. É a clivagem de uma ou várias ligações químicas, resultante da exposição a um fluxo de alta energia. A radiação, neste contexto, é associada com decaimento radioativo; radiólise é, por conseguinte, distinta, por exemplo, da fotólise do molécula de cloro (Cl2) em dois radicais Cl-, onde é utilizada luz ultravioleta ou visível.